# Nayaks de Keladi

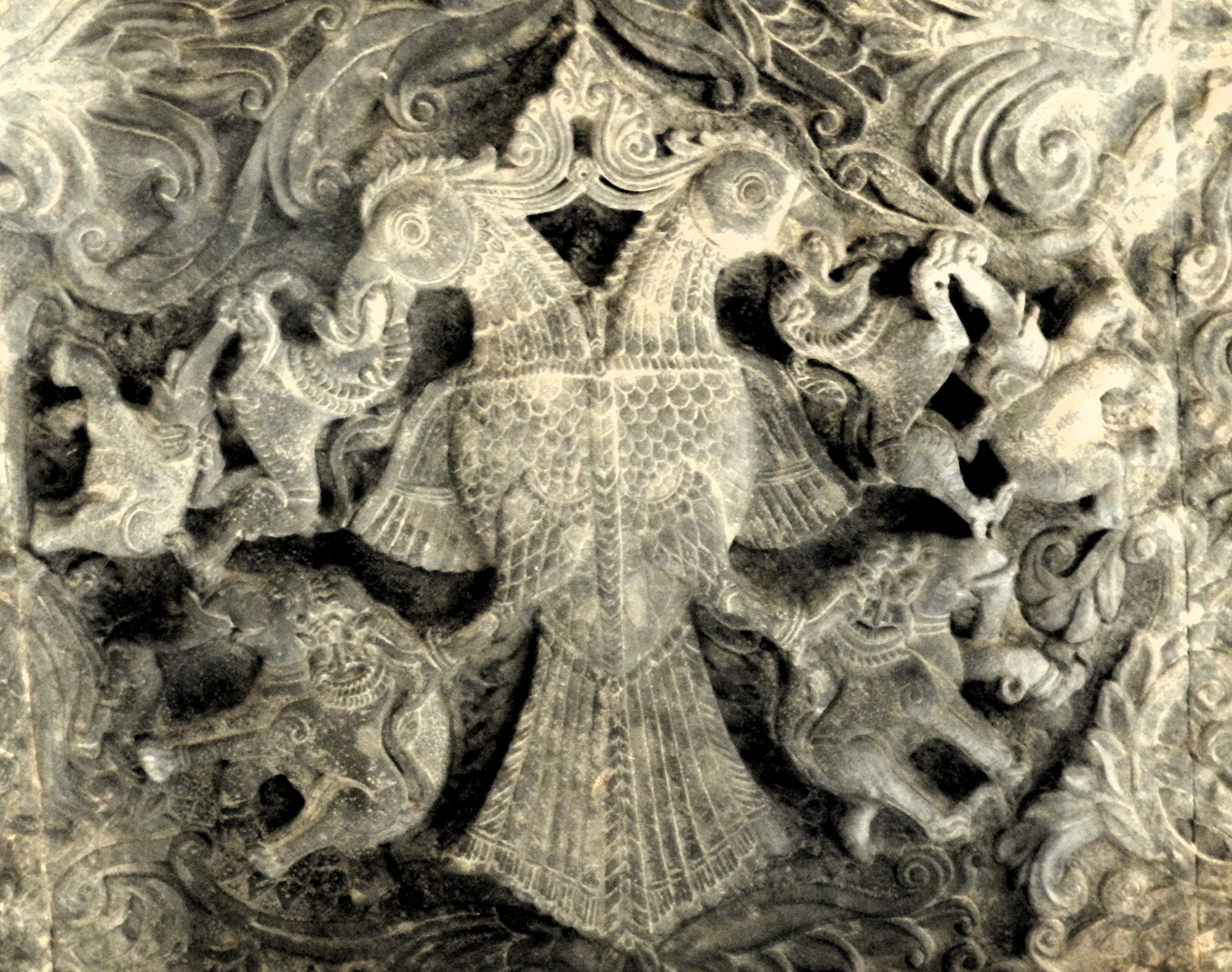
Gandaberunda esculpida al sostre, temple Rameshwara, Keladi

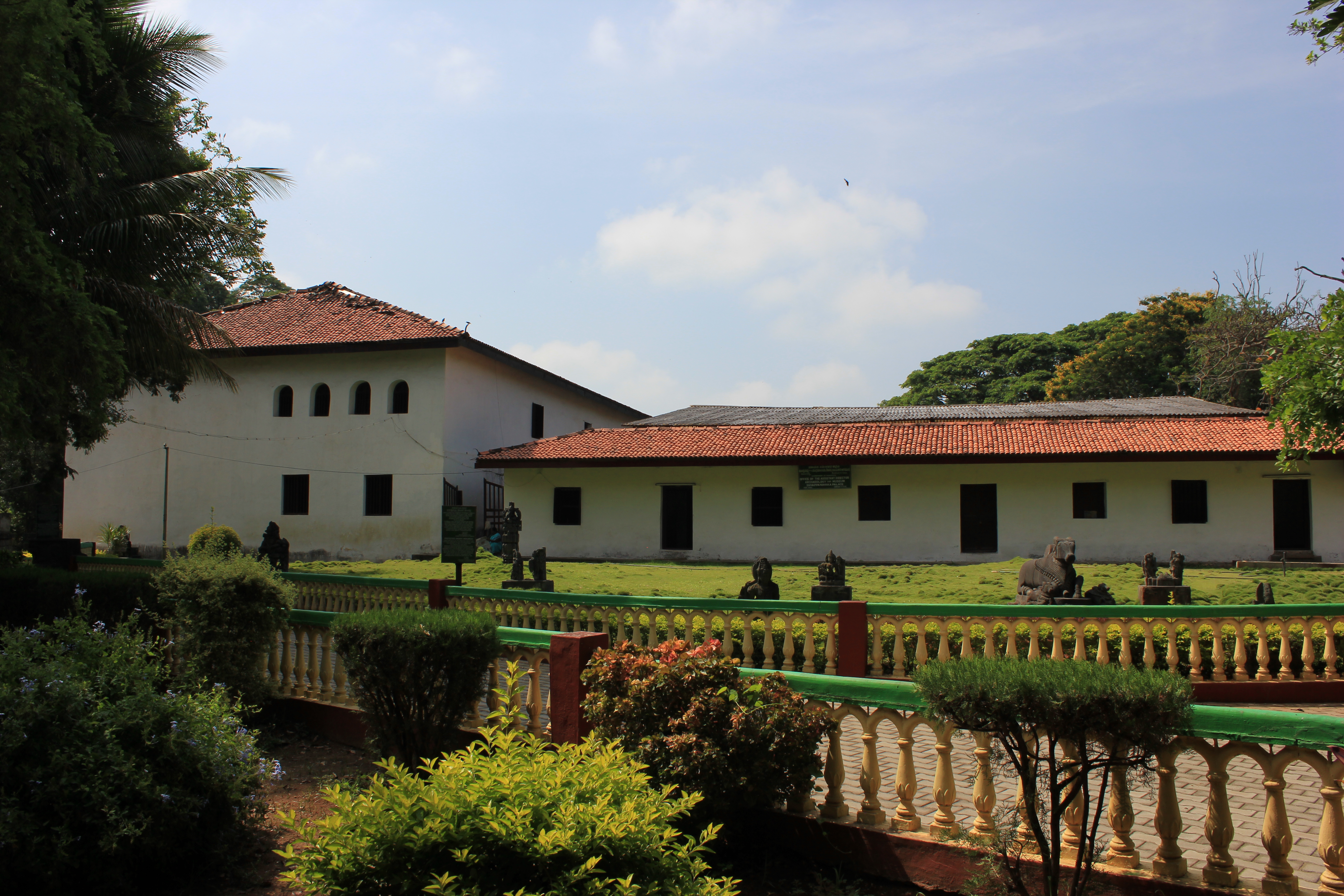
Palau de Shivappa Nayaka, Shivamogga, Karnataka

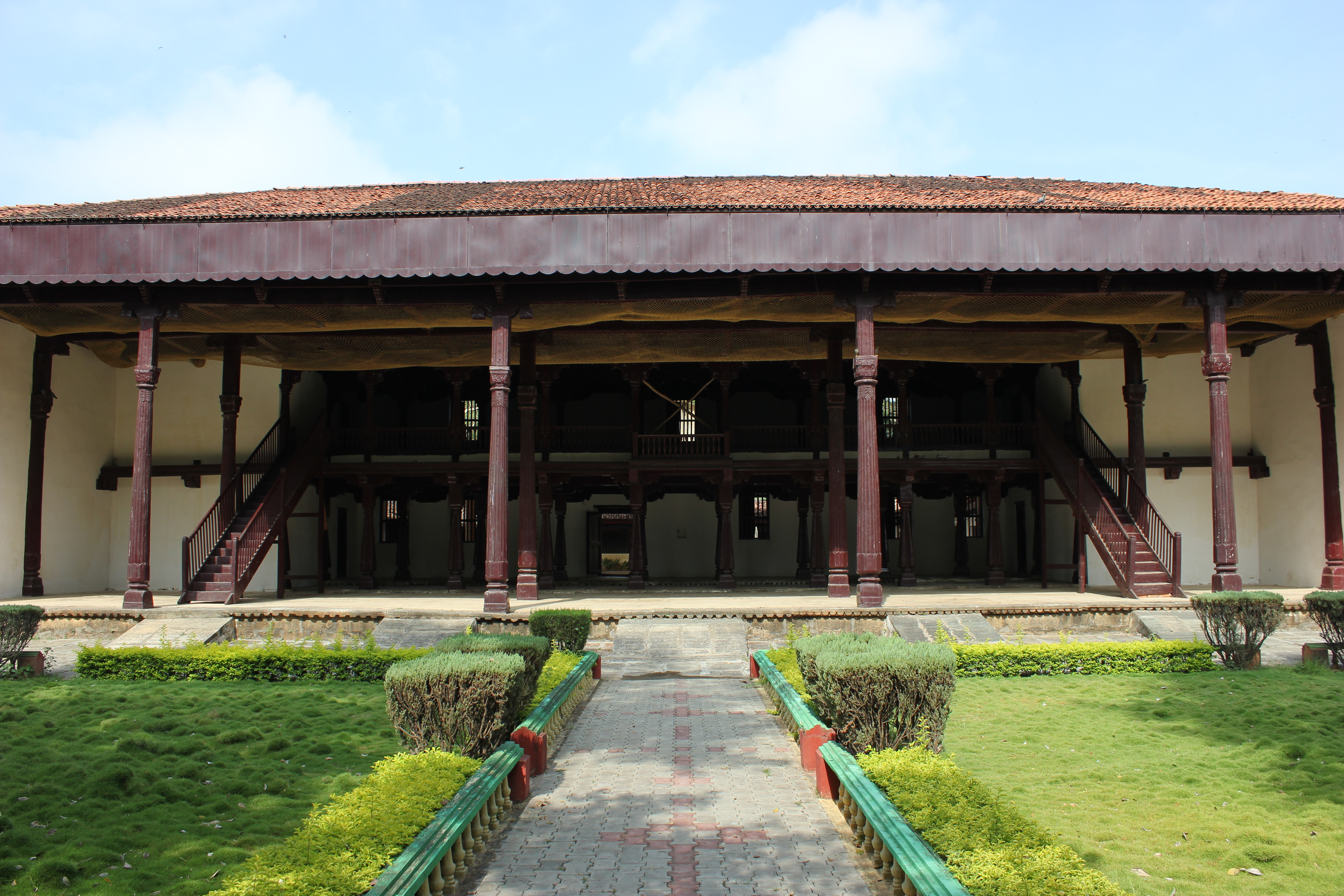
Vista de front de la sala darbar del palau de Shivappa Nayaka

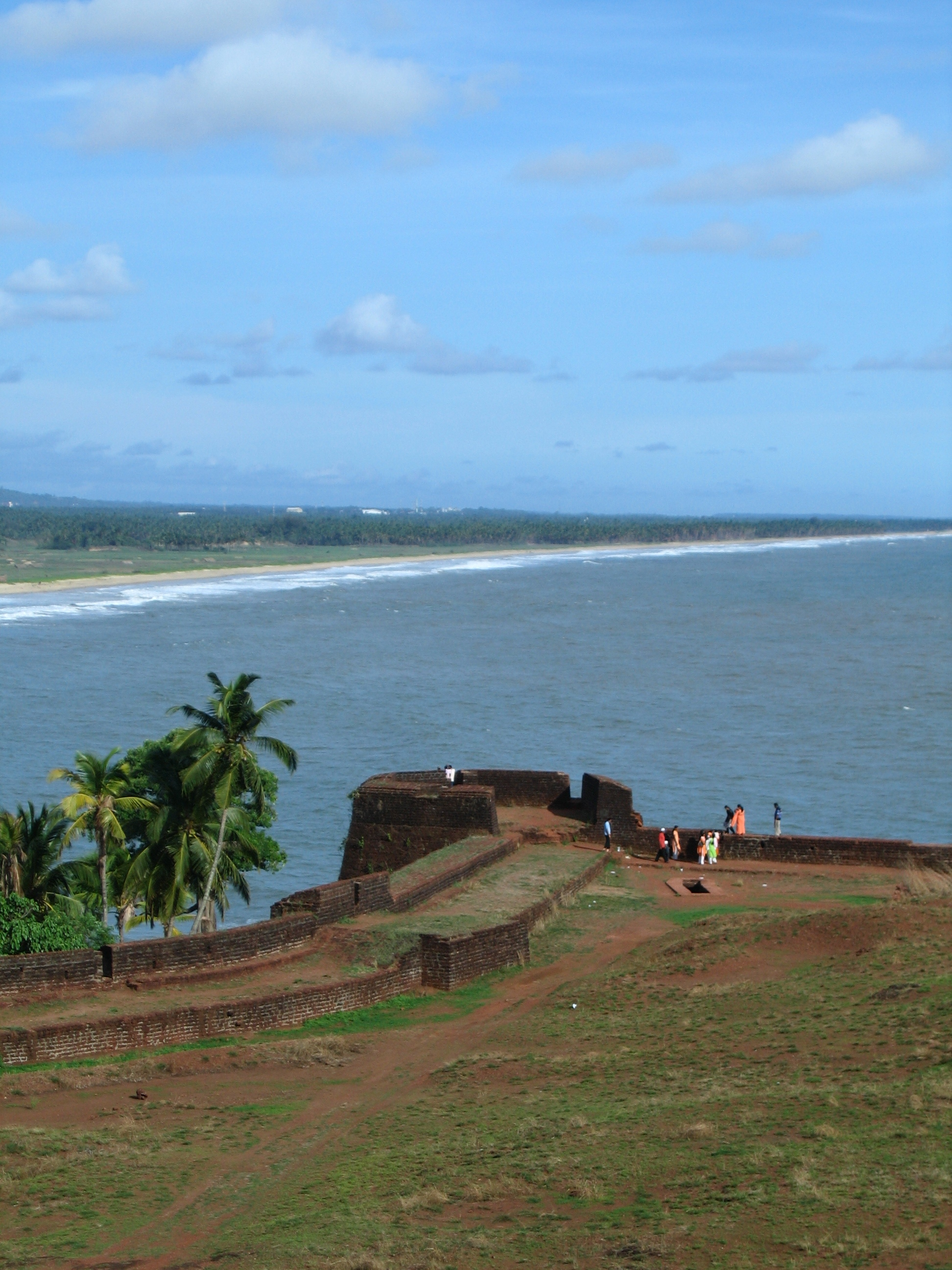
El famós Fort Bekal a Kasargod a Malabar, que va ser construït per Shivappa Nayaka

Els Nayaks de Keladi, també coneguts com a Nayaks de Bednore i com a reis d'Ikkeri (1499–1763), foren una dinastia índia centrada a Keladi al districte de Shimoga a Karnataka, India. Eren una important dinastia governant en la post-medieval Karnataka. Inicialment van governar com a vassalls de l'Imperi de Vijayanagar. Després de la caiguda d'aquest imperi el 1565, van obtenir la independència i va governar parts significatives de la regió de Malnad als Ghats Occidentals en la moderna Karnataka, la majoria d'àrees en les regions costaneres de Karnataka, i parts de del nord Kerala, Malabar i les planes centrals al llarg del riu Tungabhadra. El 1763, amb la seva derrota contra Haidar Ali, van ser absorbits dins el Regne de Mysore. Van jugar una part important en la història de Karnataka, durant un temps de confusió i fragmentació que generalment va prevaldre a l'Índia del sud després de la caiguda de l'imperi de Vijayanagar. Els governants de Keladi eren Lingayats però eren tolerants cap a seguidors d'altres religions.< Els reis de Kodagu o Haleri que van governar sobre Coorg entre 1600 i 1834 eren una branca de la dinastia de Nayaks de Keladi.

## El clan Nayaka
Chaudappa Nayaka, al principi Chauda Gowda, (1499–1530), era d'un poble anomenat Pallibailu prop de Keladi. Era el fill del matrimoni Lingayat Basavappa i Basavamambe, que eren cultivadors. Fou el primer cap que va governar l'àrea circumdant de Shimoga, ascendint a través de la seva provada capacitat i perspicàcia i fou feudatari de Vijayanagar.
Sadashiva Nayaka (1530–1566) fou un cap important a l'Imperi de Vijayanagar i va guanyar el títol de Kotekolahala que li va donar l'emperador Aliya Rama Raya pel seu heroisme en la batalla de Kalyani.
Les províncies costaneres de Karnataka vam quedar sota el seu govern directe. Va traslladar la seva residència a Ikkeri a uns 20 km de Keladi.
Sankanna Nayaka (1566–1570), va succeir a Sadashiva Nayaka.
Chikka Sankanna Nayaka (1570–1580) era un governant oportunista que va aprofitar la confusió a l'imperi de Vijayanagar després de la seva derrota a Tallikot per apoderar-se d'algunes províncies al districte de Uttara Kannada.
Rama Raja Nayaka (1580–1586)
Hiriya Venkatappa Nayaka (1586–1629) és considerat pels historiadors com el monarca més capaç del clan. Es va deslliurar ccompletament del domini feudal dels governants de Vijayanagar ara reubicats a Penugonda. El viatger italià Pietro Della Valle, que va visitar el seu regne el 1623, el va descriure com un soldat capaç i bon administrador. En el seu govern el regne es va expandir de manera que va cobrir les regions costaneres, la regió de Malnad i algunes regions a l'est dels Ghats occidentals en el que avui dia és Karnataka. Fou també conegut per haver derrotat els Adilxàhides de Bijapur a Hanagal. Encara que un Viraxaiva per fe, va construir molts temples per vaixnavites i jainistes i una mesquita per musulmans. Va derrotar els portuguesos el 1618 i 1619.
Virabhadra Nayaka (1629–1645) va fer front a molts problemes des de l'inici, incloent la competència dels caps rivals jainistes de Malenad al tron d'Ikkeri i la invasió dels exèrcits del sultanat de Bijapur. Ikkeri va ser saquejada per les forces de Bijapur durant el seu temps.
Shivappa Nayaka (1645–1660) és àmpliament considerat com el més gran dels governants de Keladi. Era l'oncle de Virabhadra Nayaka. Shivappa va deposar el seu nebot per obtenir el tron de Keladi. No va ser només un administrador capaç; també va ser patró de la literatura i les arts. Les seves campanyes exitoses contra els sultans de Bijapur, el rei de Mysore, els portuguesos i altres Nayaks de territoris de l'est dels Ghats Occidentals li van permetre expandir el regne a la seva màxima extensió cobrint gran part del modern estat de Karnataka. Va donar importància a l'agricultura i va desenvolupar esquemes nous per a la recol·lecció d'impostos i ingressos que li van guanyar molts elogis d'oficials britànics posteriors. Una estàtua d'ell i el palau que va construir contenint molts artefactes dels seus temps són elements del respecte que va guanyar ha guanyat fins i tot de la generació present de la gent de la regió. Va destruir el poder polític portuguès a la regió de Kanara capturant tots els forts portuguesos de la regió costanera.
Chikka Venkatappa Nayaka (1660–1662), va governat per un curt espai de temps després de Shivappa Nayaka.
Bhadrappa Nayaka (1662–1664), va succeir a Chikka Venkatappa Nayaka.
Somashekara Nayaka I (1664–1672) El rei fou un bon administrador però va deixar el seu interès en el govern després d'ajuntar-se amb una ballarina anomenada Kalavati. Bharame Mavuta, un parent de Kalavati, va enverinar lentament al rei que finalment va morir.
Keladi Chennamma (1672–1697) fou una governant capaç que segons alguns historiadors fou aliat del maratha Sivaji i més tard del seu fill Sambhaji derrotant els rivals que reclamaven el tron. Va donar refugi al maratha Chhatrapathi Rajaram quan va fugir de l''exèrcit mogol. Chennamma de Keladi és recordat avui dia per la gent a través de contes de les seves gestes.
Basavappa Nayaka (1697–1714) fou un governant valent i va ser adoptat per Rani Chennammaji del seu parent
Markappa Shetty de Bedanur
Somashekara Nayaka II (1714–1739)
Kiriya Basavappa Nayaka (1739–1754)
Chenna Basappa Nayaka (1754–1757)
Reina Virammaji (1757–1763) va ser derrotada per Haidar Ali qui va fusionar el regne de Keladi amb el Regne de Mysore. La reina va ser capturada per Haidar Ali i va ser mantinguda en confinament juntament amb el seu fill al fort de Madugiri. Fou tanmateix rescatada el 1767 quan Madhavrao I de l'Imperi Maratha va derrotar a Haidar Ali en la batalla de Madugiri. Més tard, van ser enviats a Poona la capital de l'Imperi Maratha per protecció.

## Decadència i final
Per més de dos-cents anys el regne va controlar la costa i la regió de Malnad del modern estat de Karnataka i va mantenir una rica tradició de comerç amb anglesos (britànics), portuguesos i holandesos. Tanmateix, en el període de obscuritat iniciada aproximadament per la caiguda del darrer gran imperi hindú, Vijayanagar, les campanyes de guerres constants contra caps locals (poligars) i contra el regne de Mysore i el assetjament dels Marathes finalment va afectar les finances de l'estat el que va resultar en el final del regne.

## Literatura
Canarès
- Keladinripavijayam, per Linganna
- Shivagita, per Tirumalabhatta

Sànscrit
- Shivatattvaratnakara, pel rei Basavappa
- Tattva Kausthuba, per Bhattoji Dikshita
- Ashvapandita, per Manapriya.

## Arquitectura

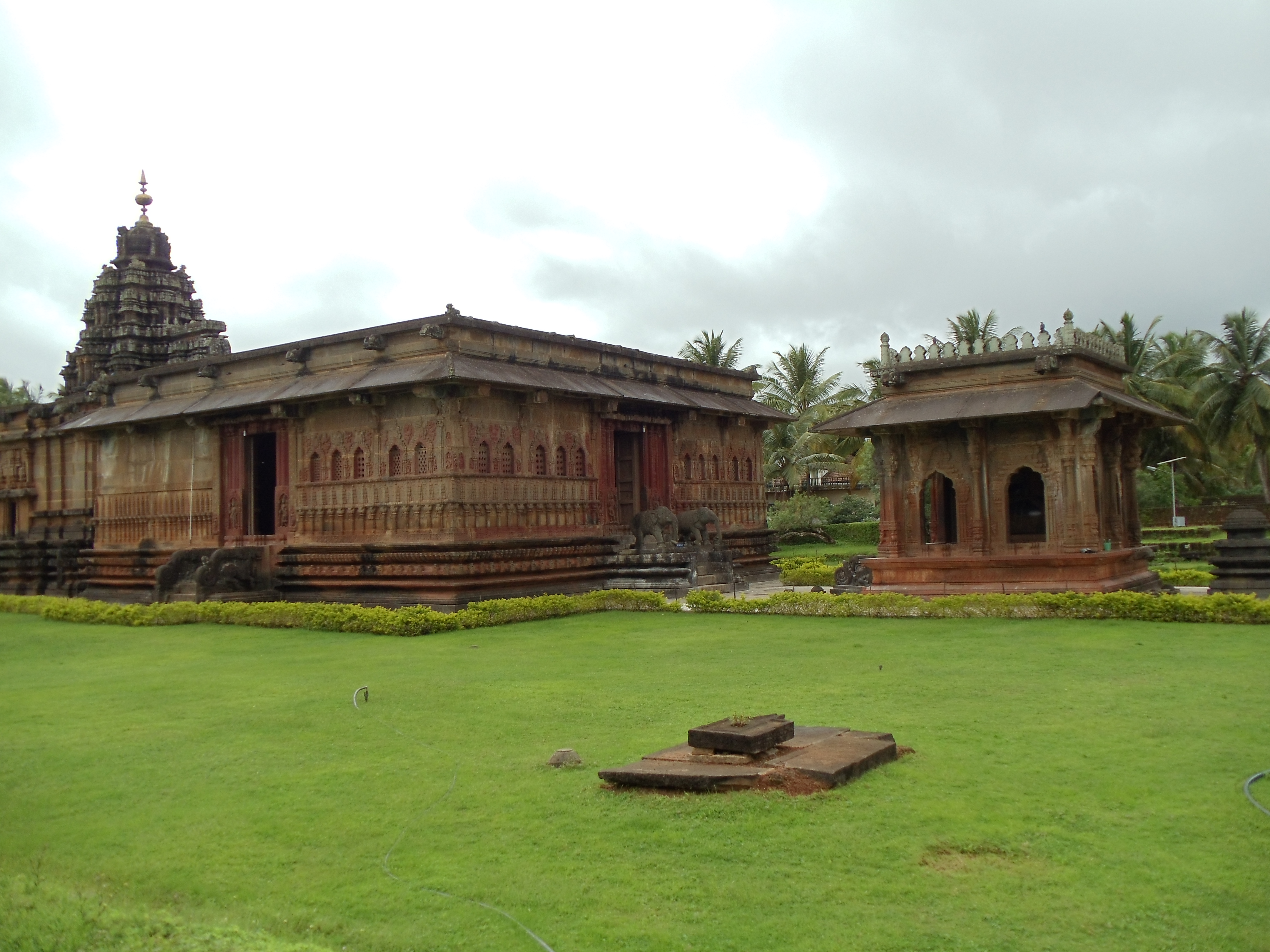
Temple d'Aghoreshwara a Ikkeri

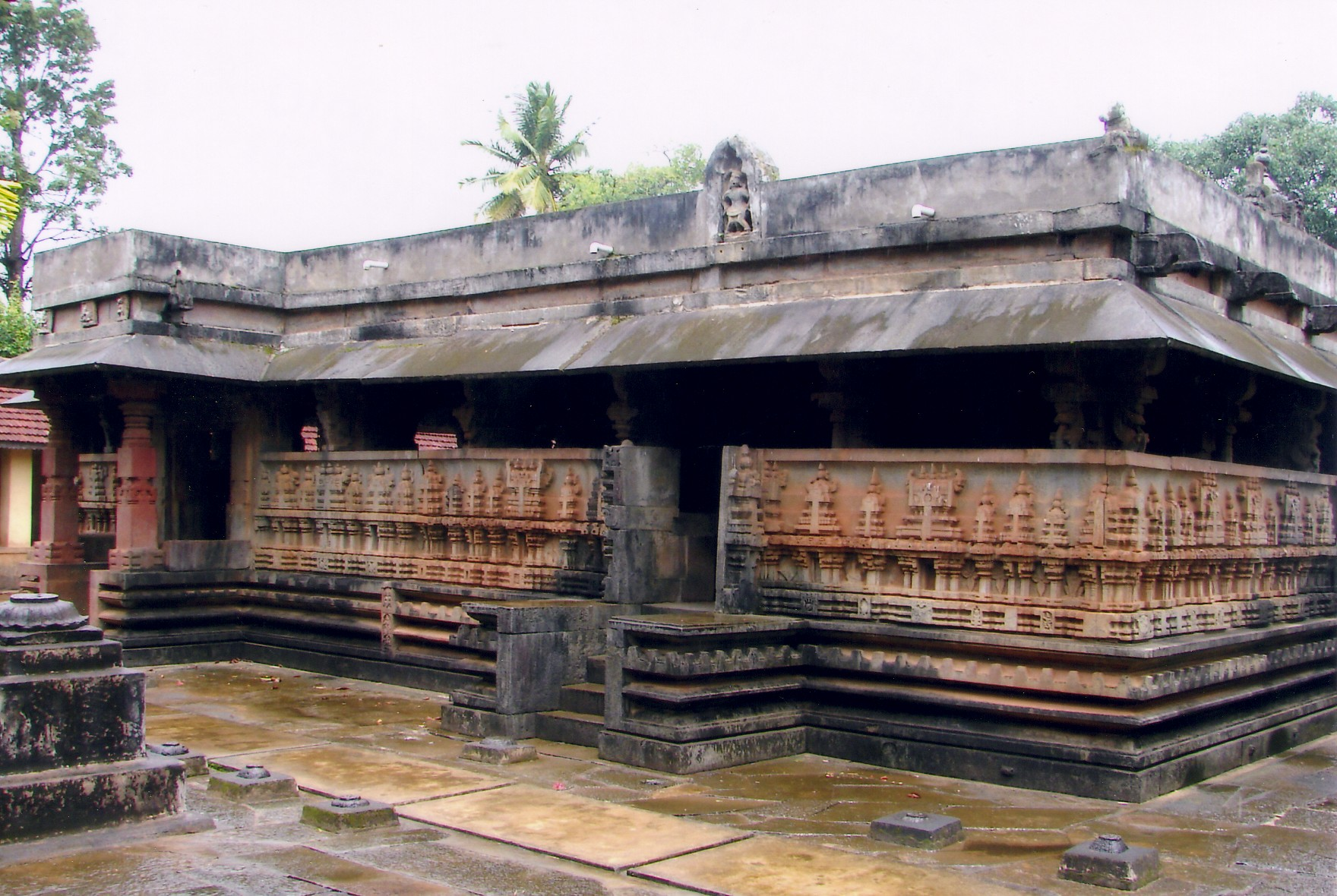
Temple de Rameshwara a Keladi

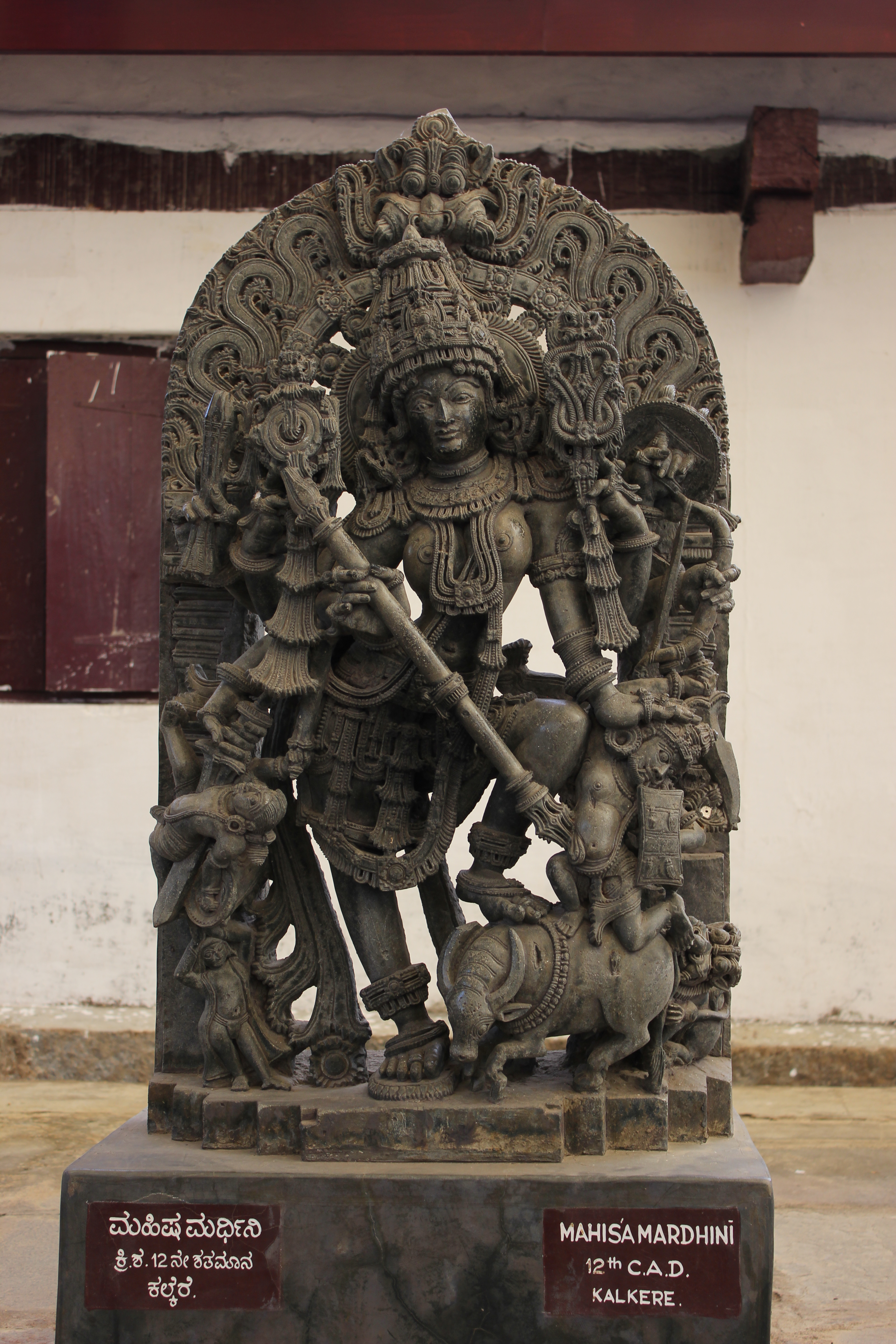
Mahisha Mardhini, una escultura al Palau i museu de Shivappa Nayaka

El Keladi Nayakas va construir alguns temples importants a Ikkeri i Keladi utilitzant una combinació d'estils tardans Kadambes, Hoysales, Vijayanagar i Dravides. L'ús de granit per les seves construccions mostra que senzillament van seguir el model Vijayanagar d'arquitectura. El temple d'Aghoreshwara a Ikkeri i el de Rameshwara a Keladi són els exemples millors de l'art dels Nayaks. Els pilars d'estil Vijayanagar amb hipogrifs són comuns; les anomenades columnes yali (representant cavalls i lleons com es pot veure a Hampi) es troben aquí; són pilars amb lleons, qualsevol amb les potes davanteres aixecades o senzillament en una posició de seure, i pilars amb un cavall mític amb les cames de davant aixecades, equilibrant el cos amb les seves cames de darrere, i amb un genet armat en el seu darrere, que es pot veure a Ikkeri. Una escultura de sostre que forma un Gandaberunda, el mític ocell de dos caps símbol de Karnataka, es troba a Keladi. També, en el temple de Rameshwara un pilar esculpit mostra al Maratha Rajaram amb Keladi Chennamma (la història diu que Rajaram va ser protegit per la reina quan fugia dels mogols).

## Tolerància religiosa
Els Nayaks de Keladi eren Lingayats, van promocionar aquesta religió, van construir nombrós mutts i foren responsables per l'extensió del Lingayatisme al Malenadu (Male Nadu) i costa de Karnataka. Hi hi havia seixanta quatre mutts només en el districte de Dakshina Kannada. No obstant això, eren tolerants cap a seguidors d'altres religions i altres denominacions hindús.
Els Nayaks de Keladi van convidar a Kazi Mahmoud qui era un net del cap kazi dels regne adilxàhida de Bijapur per establir-se a Bhatkal. Els ingressos del poble de Tenginagundi van ser donat a Kazi Mahmoud. La família kazi de Bhatkal és popularment coneguda com a família Temunday a causa de la propietat de terres a Tenginagundi. Molts musulmans Nawayath van ser designats en posicions administratives. Les famílies d'aquests nobles Nawayath encara utilitzen els seus cognoms com Ikkeri i estan establerts principalment dins i al voltant de Bhatkal. El Kalasa Daurat en el dom de la mesquita de Bhatkal (Jamia Masjid) coneguda popularment com a 'Chinnada Palli' que significa 'Mesquita Daurada' es creu que fou un regal generós dels governants de Keladi.

## Galeria

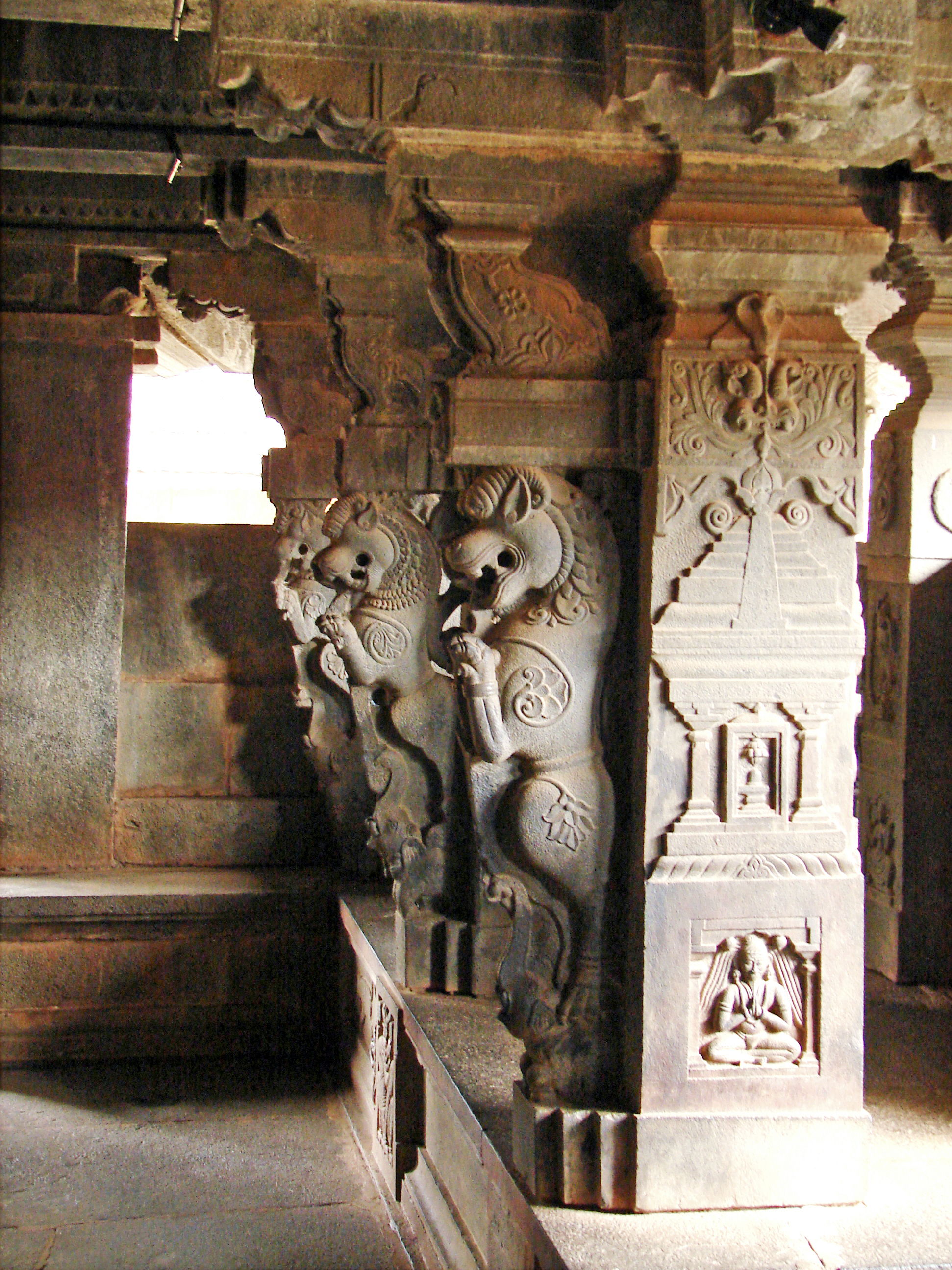
Pilar yali de Granit, temple de Rameshwara, Keladi, districte de Shimoga
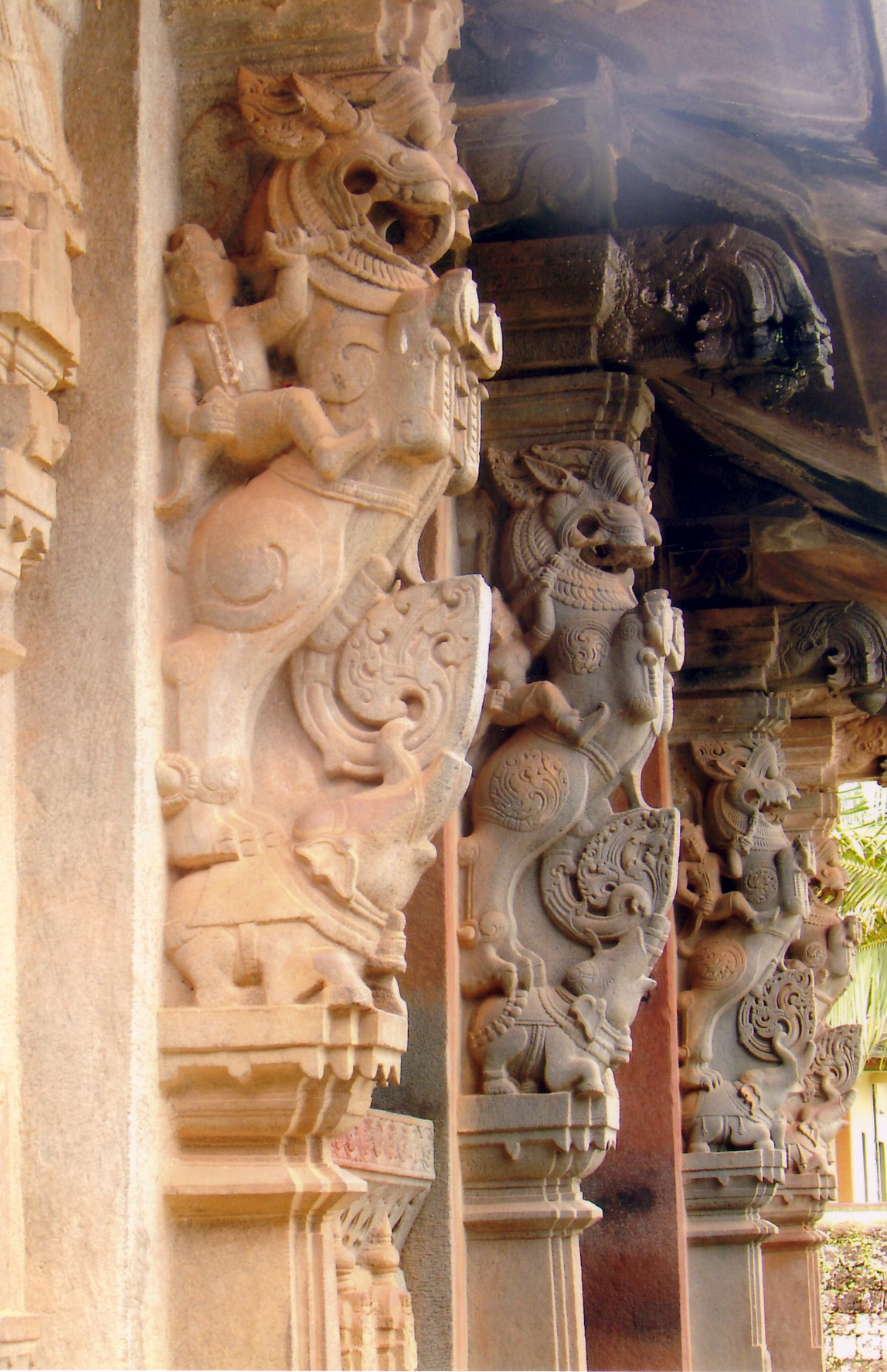
Pilar yali de Granit, temple d'Aghoreshwara, Ikkeri, districte de Shimoga
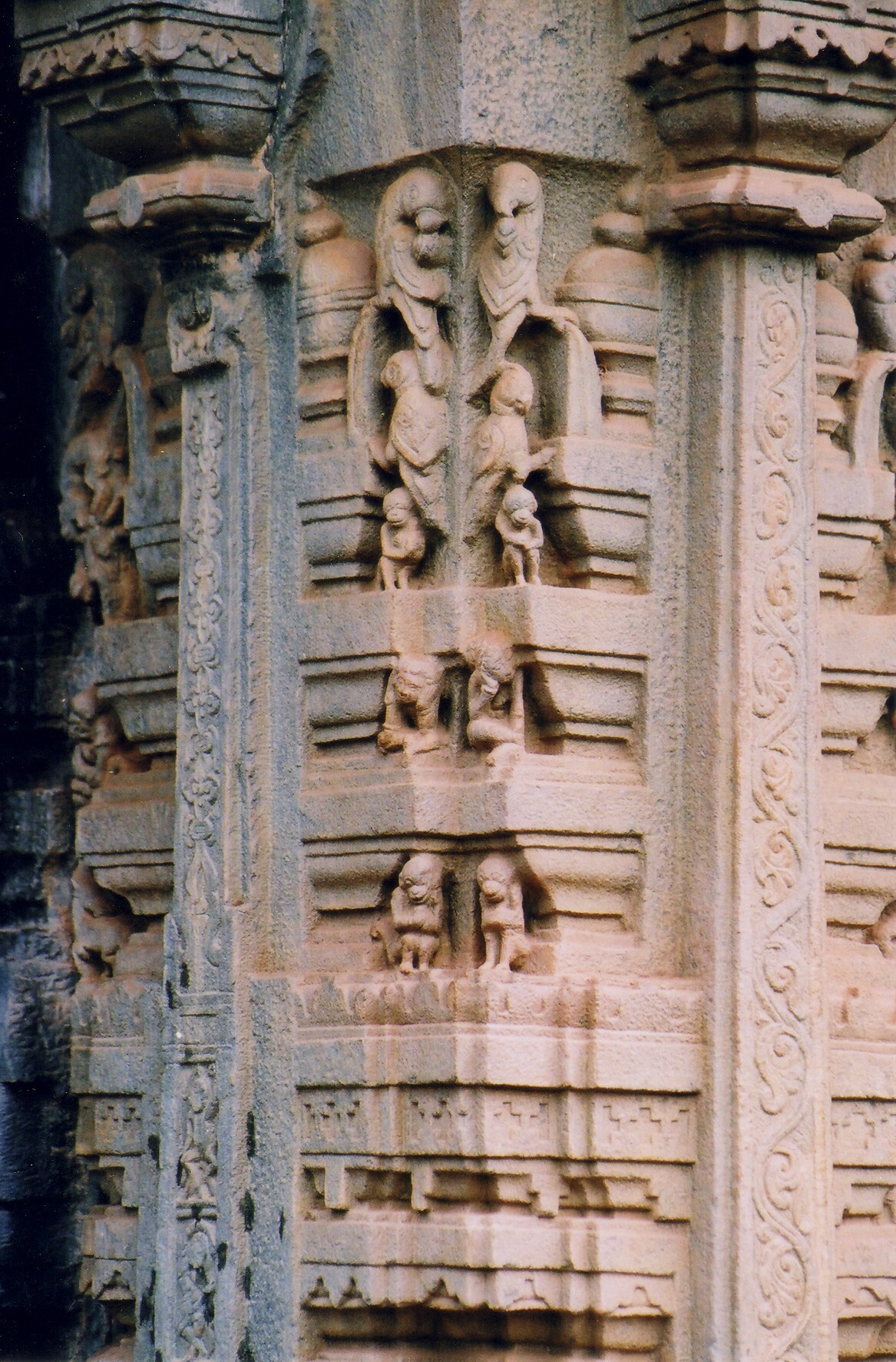
Motiu a la paret, temple de Rameshwara, Keladi, districte de Shimoga
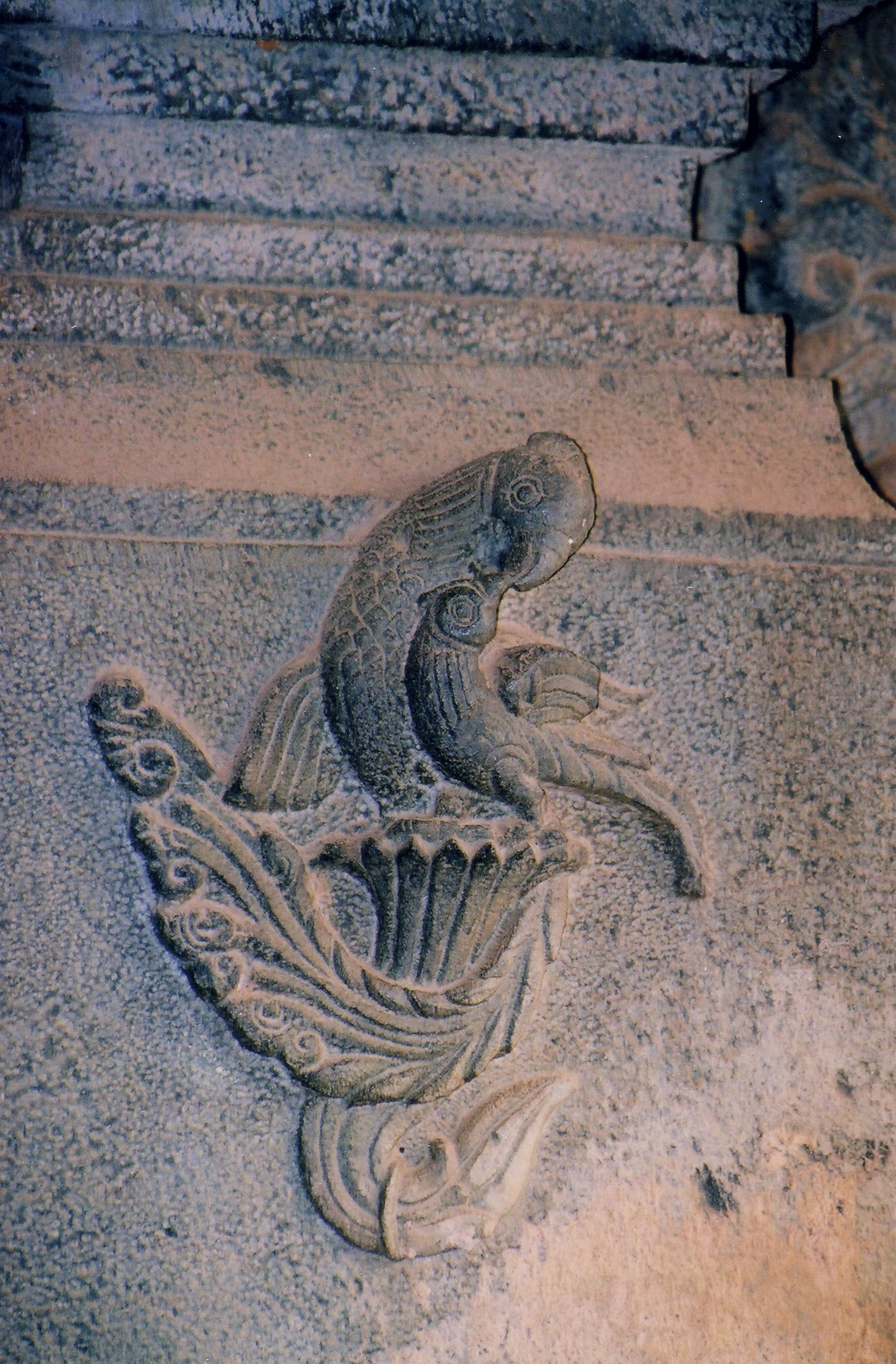
El lloro que alimenta el niu, temple de Rameshwara, Keladi, districte de Shimoga
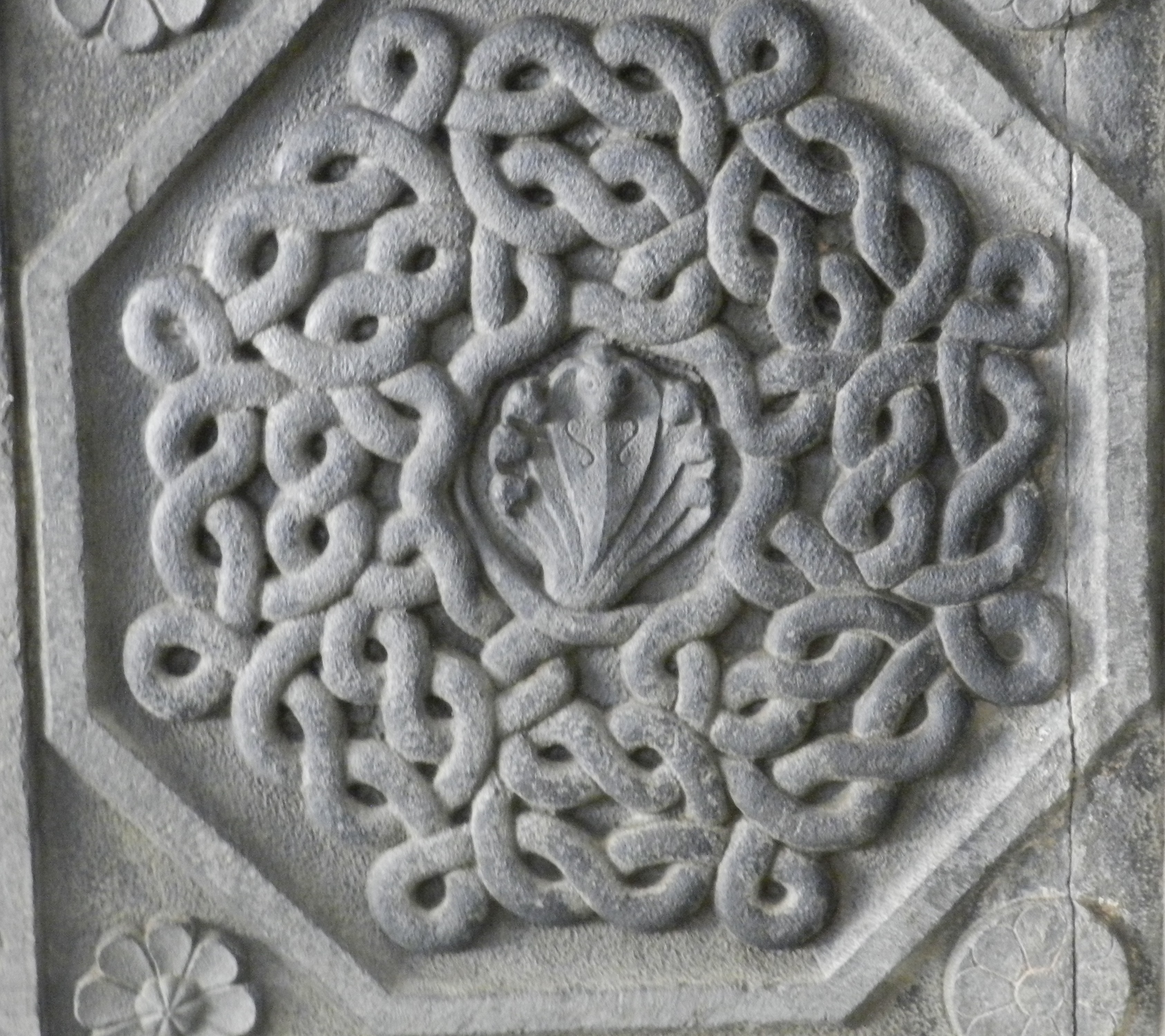
Sarpabandha, la cadena de la serp
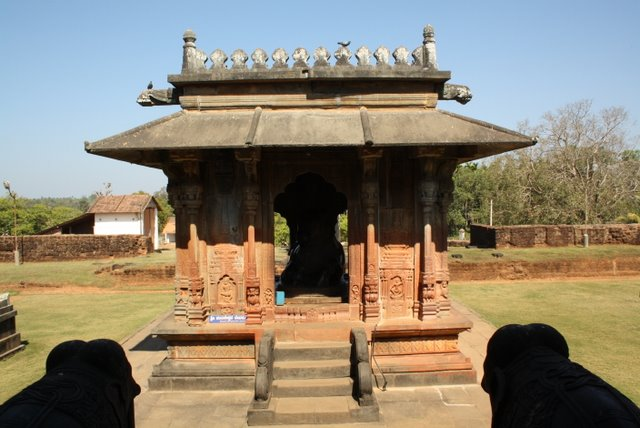
Mantapa de Nandi
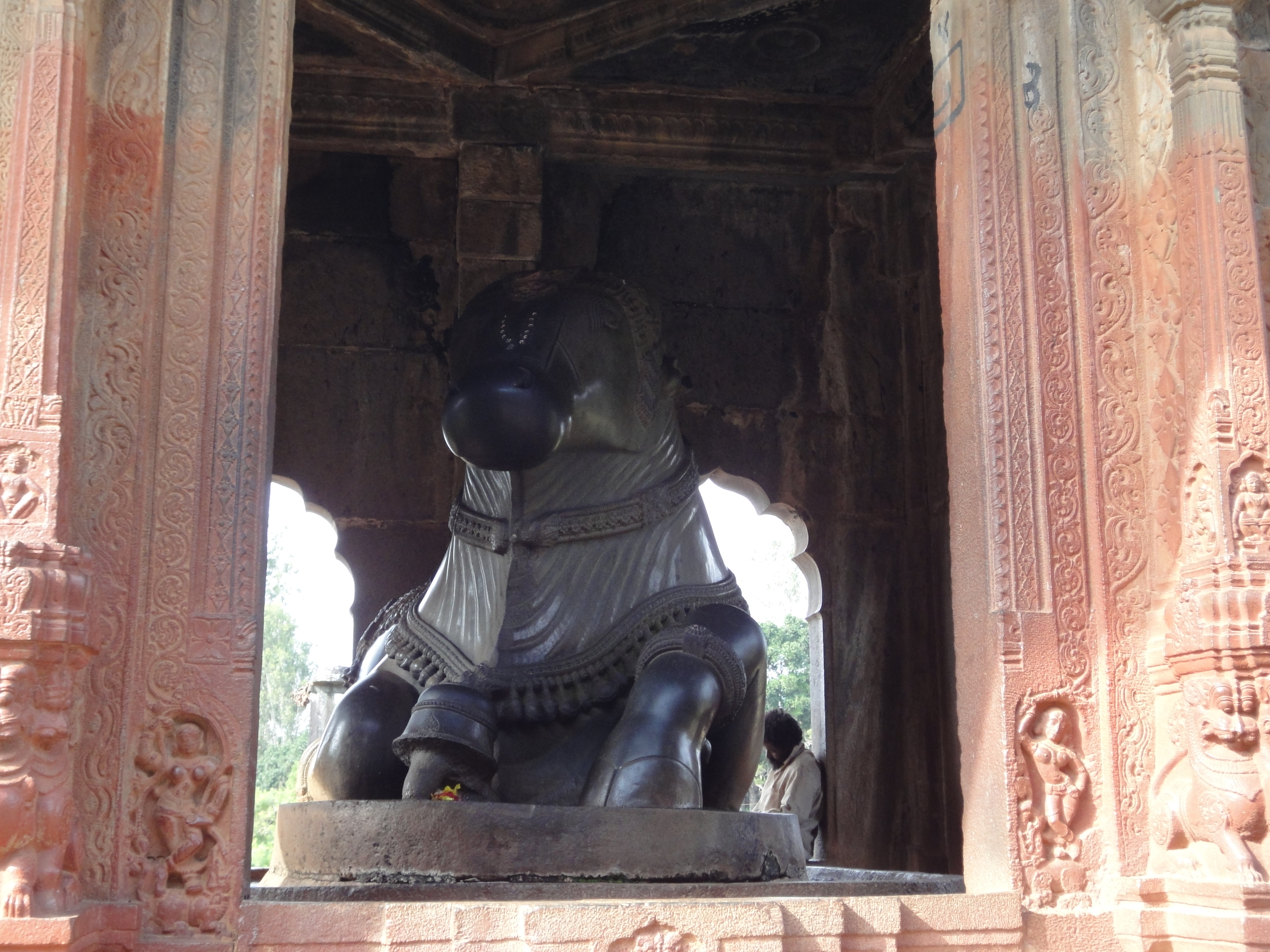
Monòlit del brau de Nandi dins la mantapa de Nandi
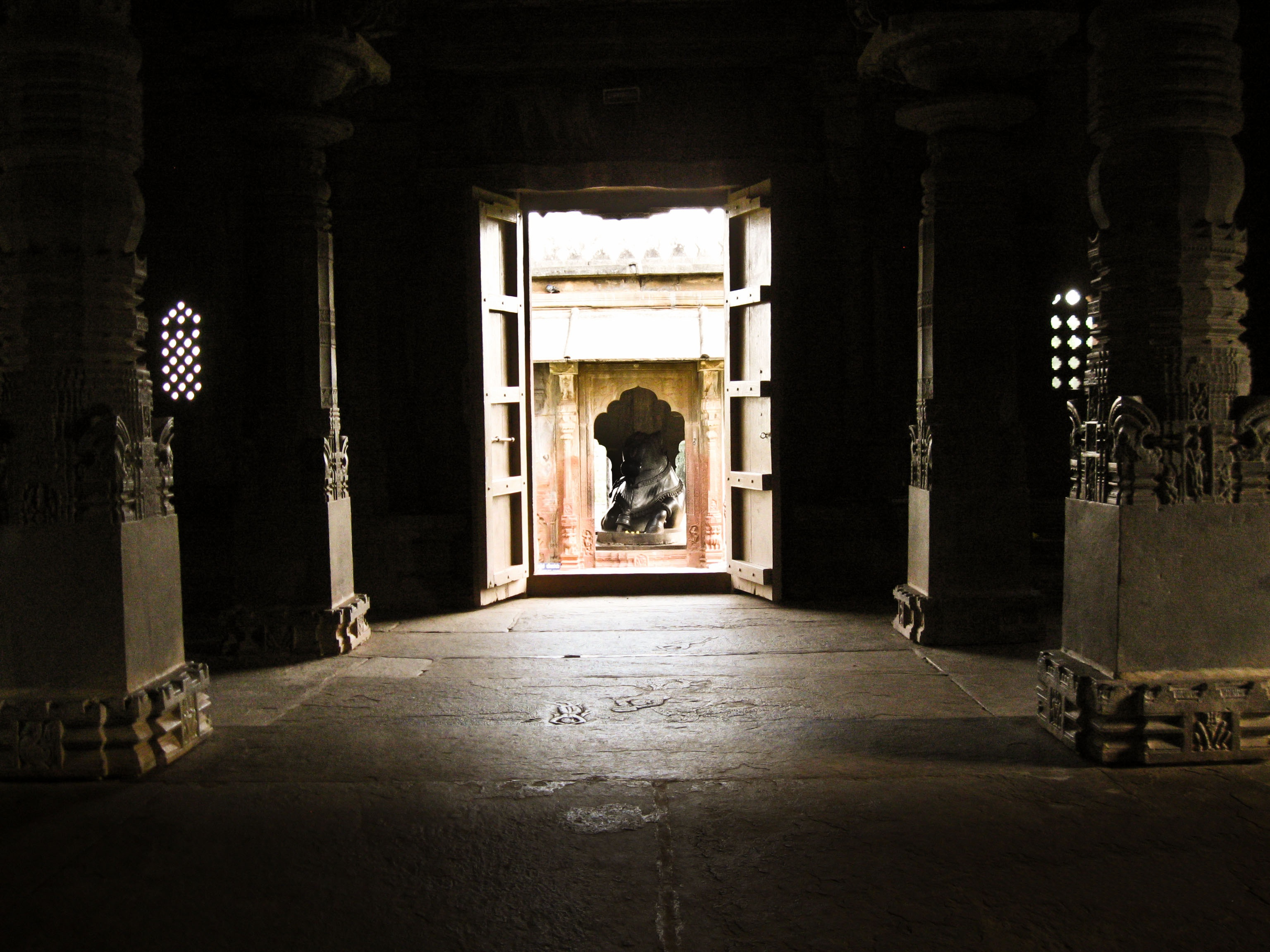
Una altra vista de la mantapa de Nandi
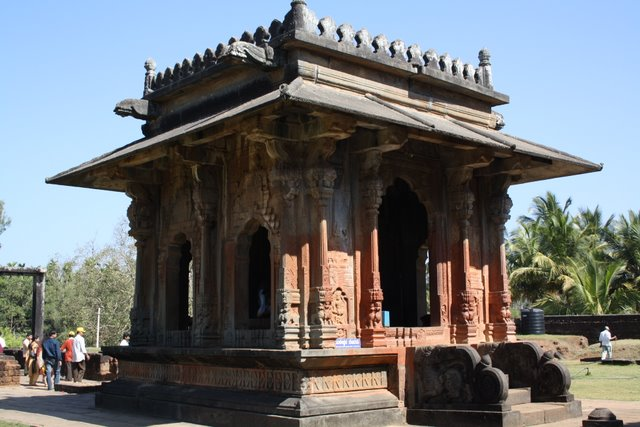
Una altra vista de la mantapa de Nandi
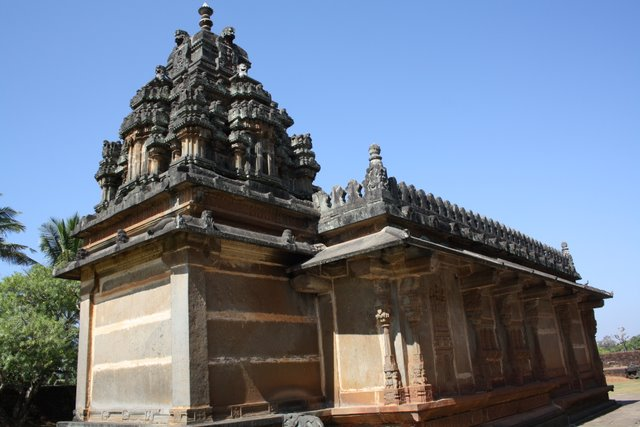
Temple d'Aghoreshwara
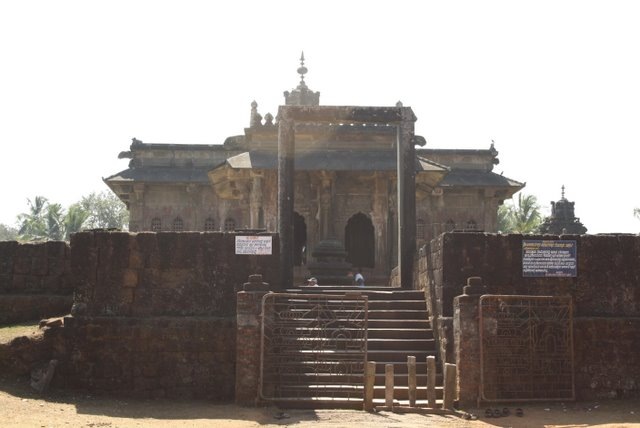
Temple d'Aghoreshwara
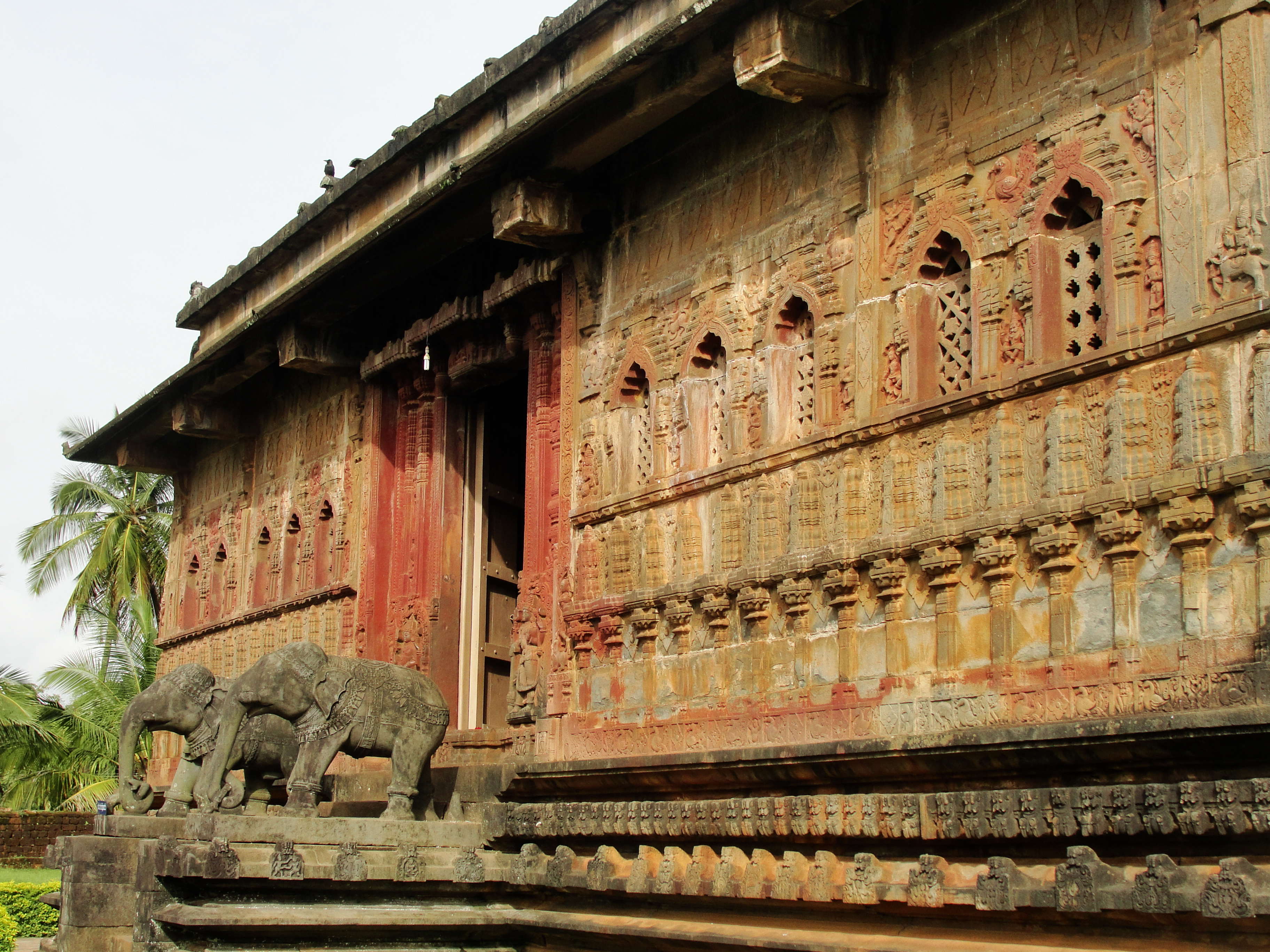
Vista de costat
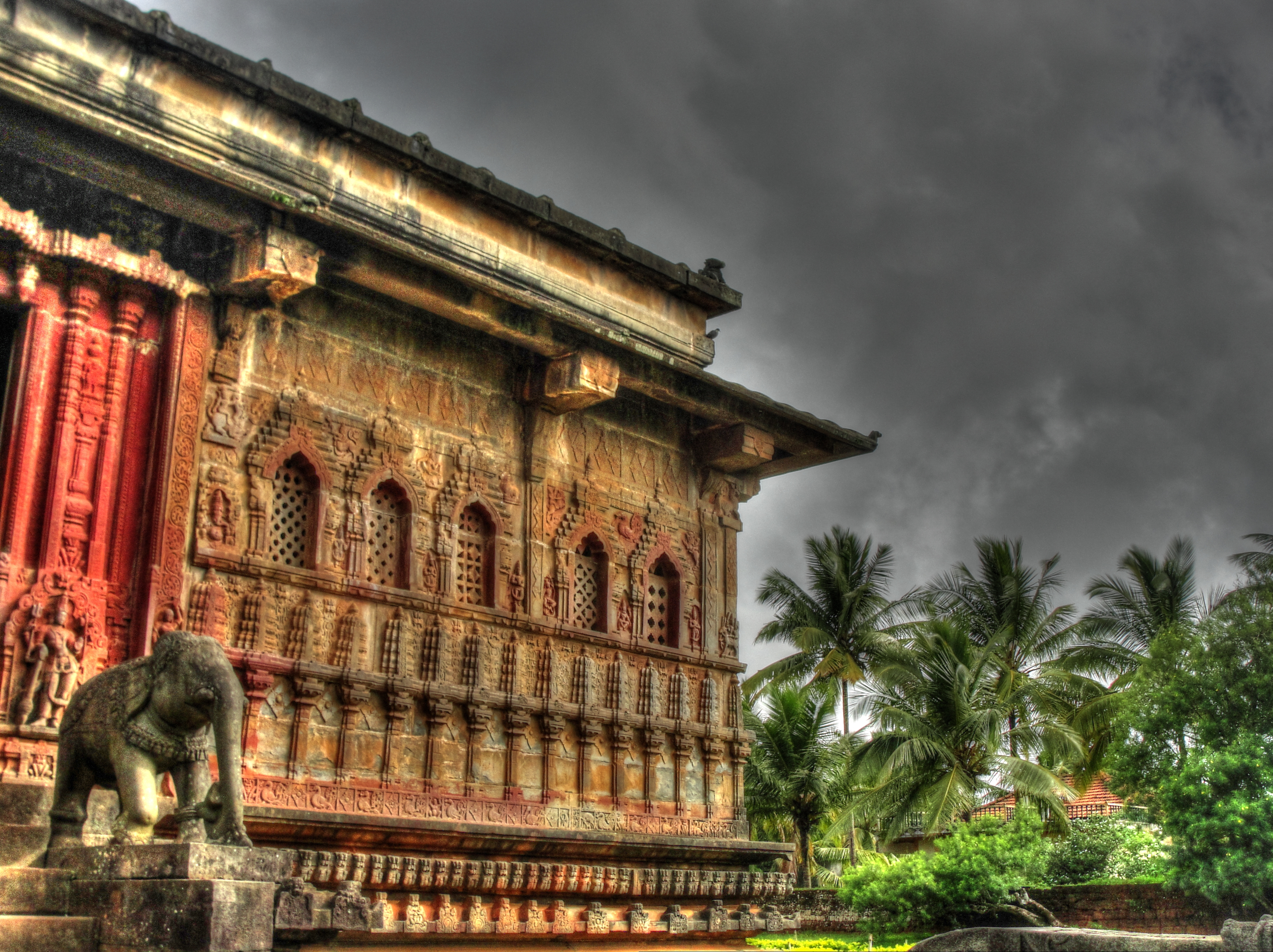
Vista de costat
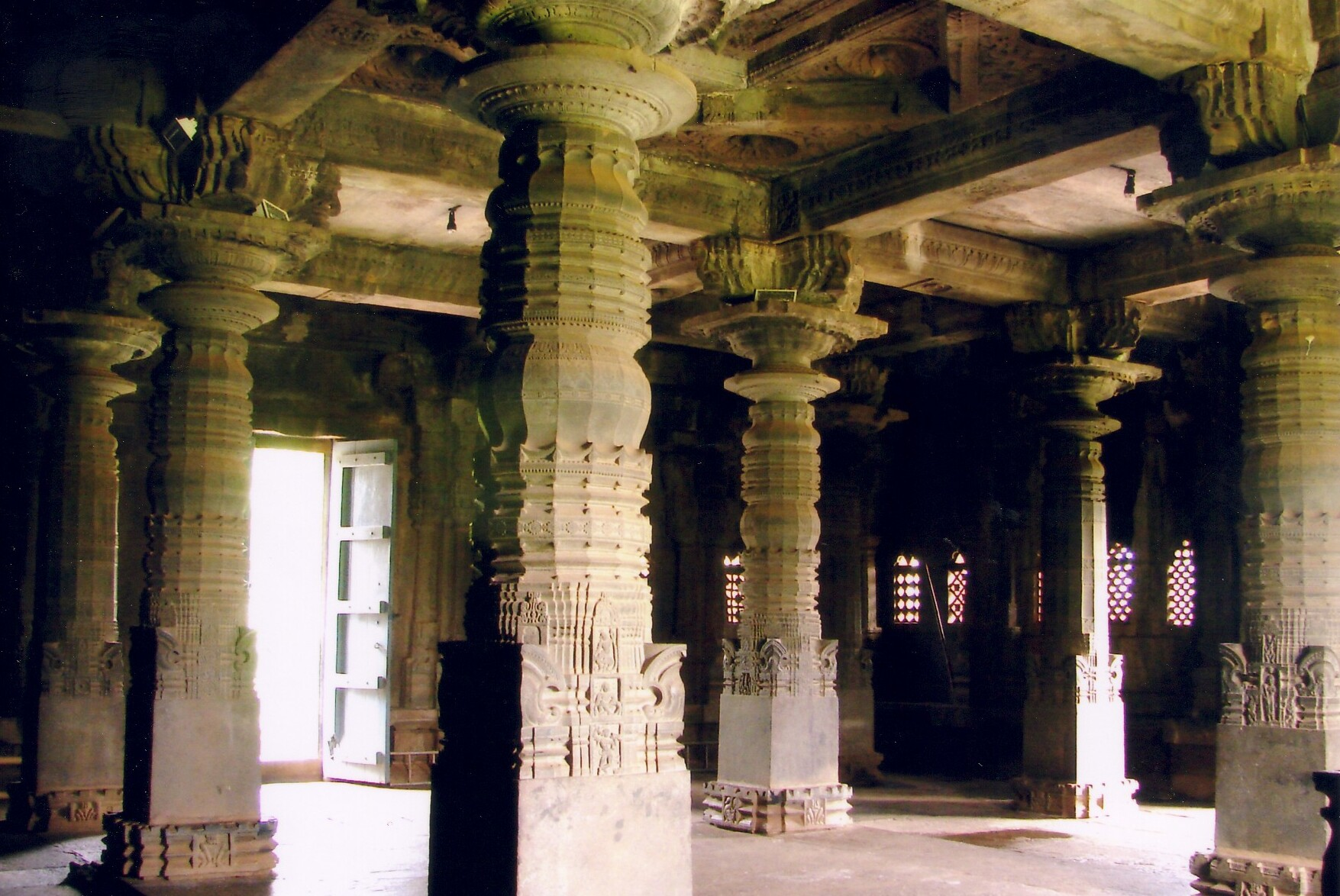
Rangamantapa, estància
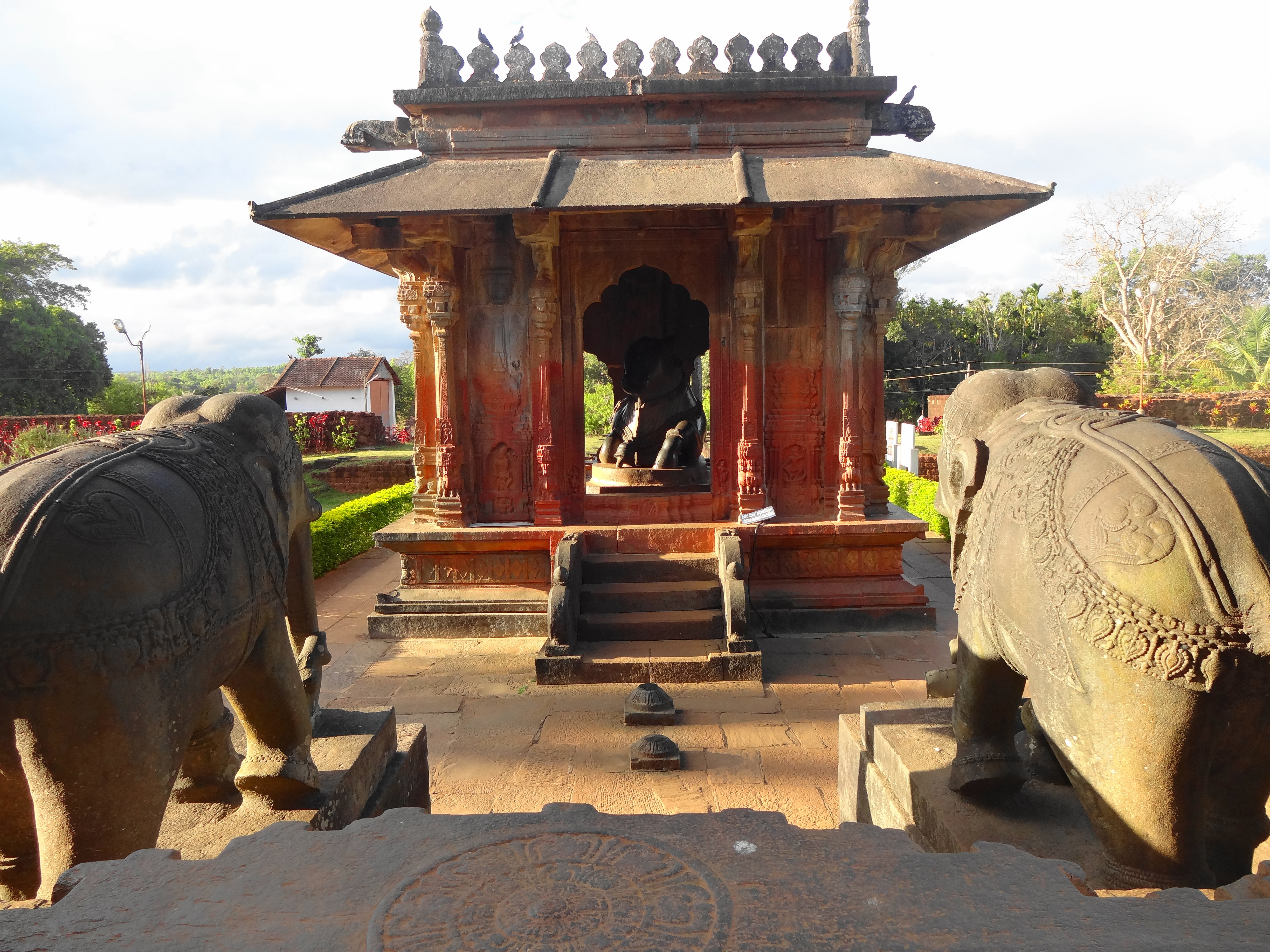
vista des de dalt del mantapa de Nandi
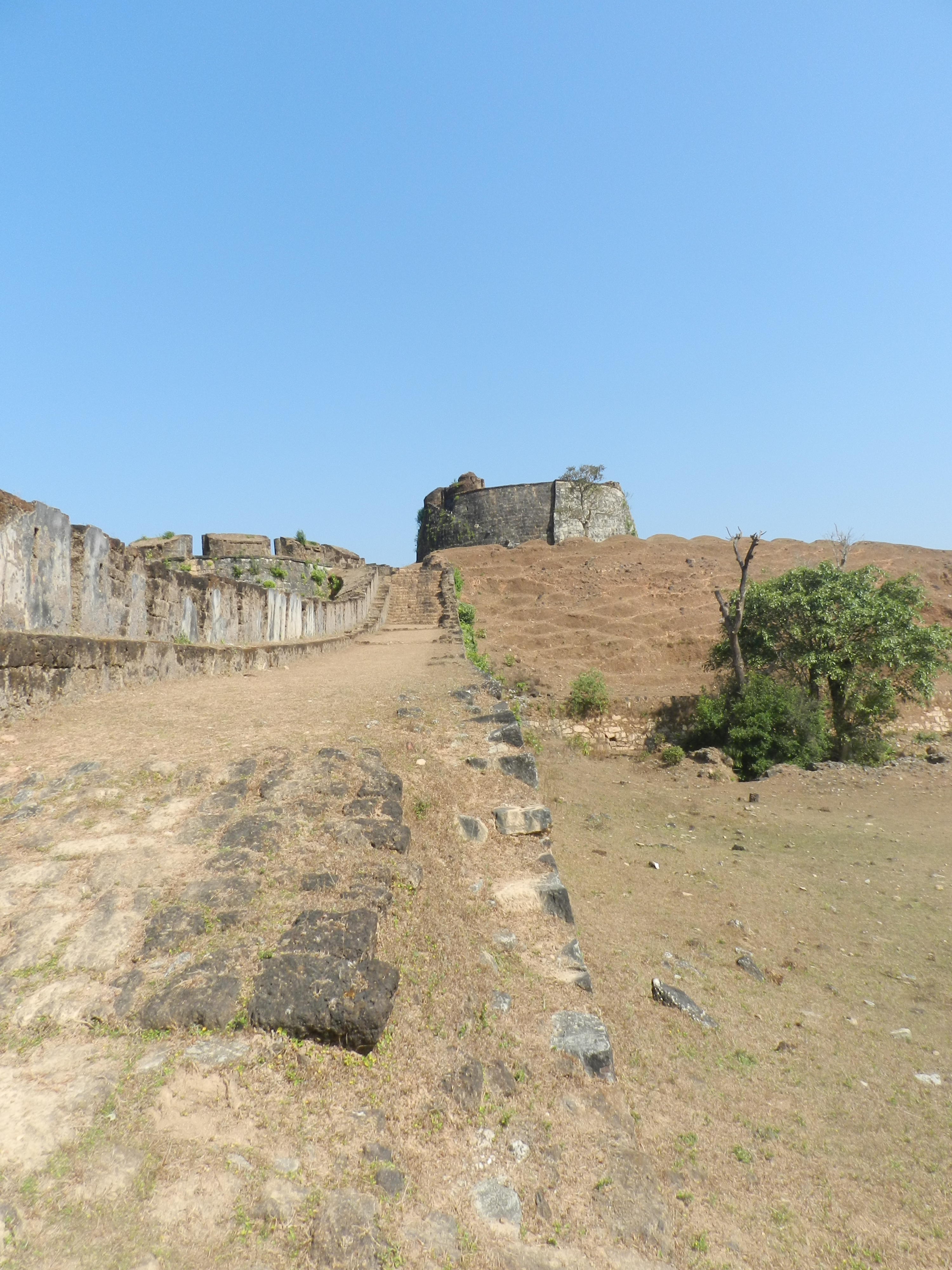
Fort Bidnur o Bednore, Hosanagara
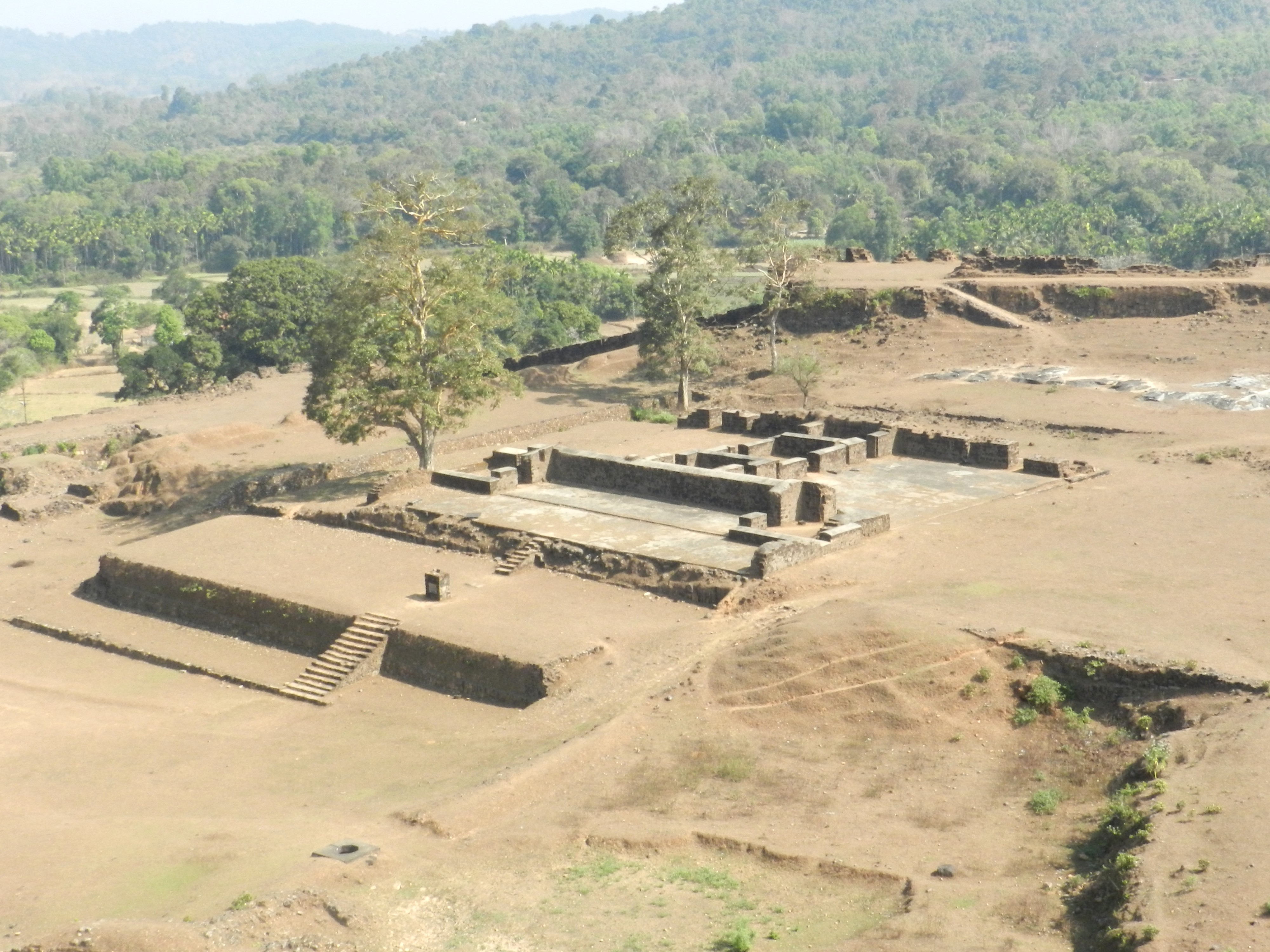
Ruïnes del fort de Bednur o Bednore, Hosanagara
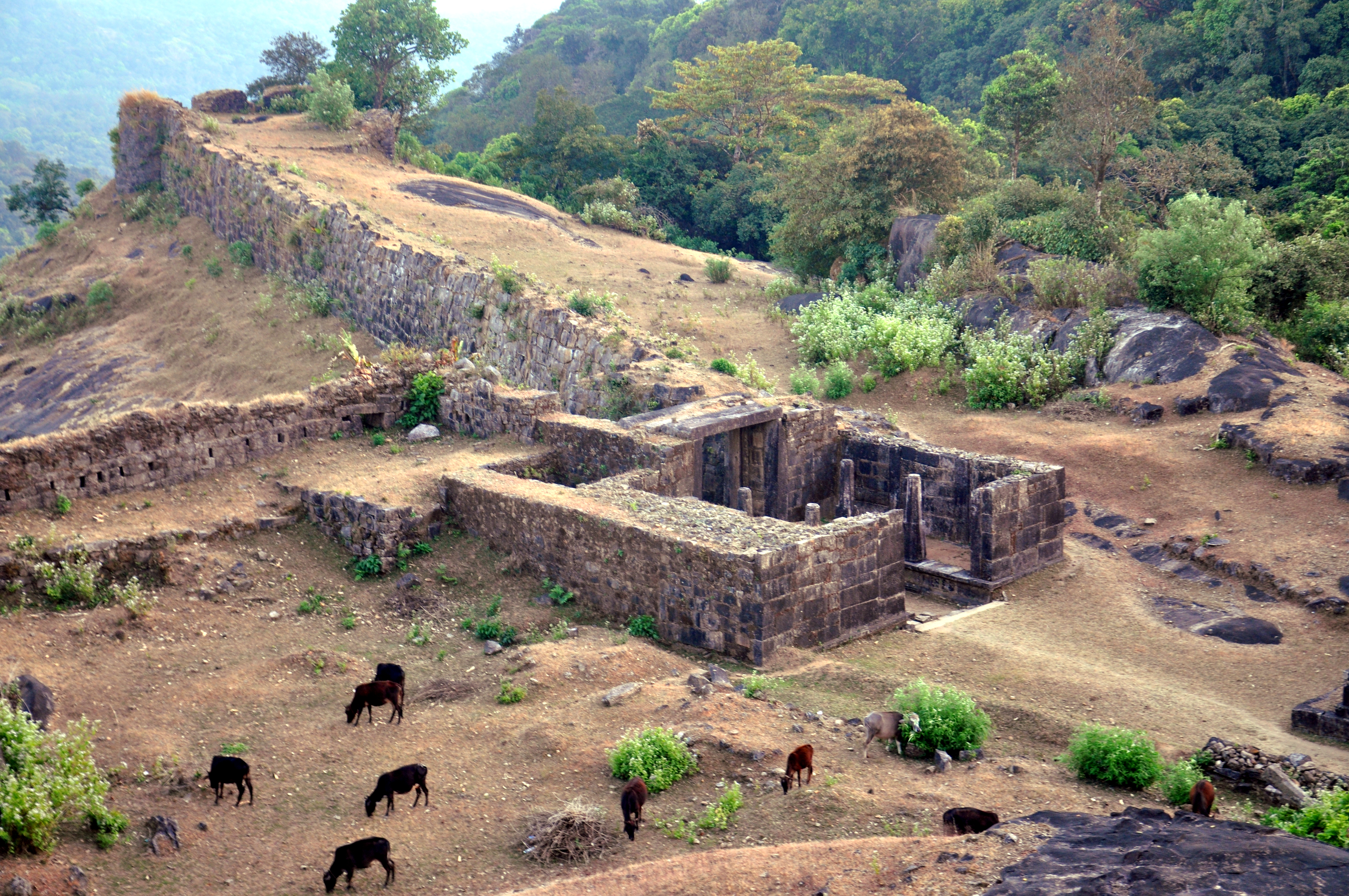
Fort Kavaledurga, Kavaledurga, Thirthahalli.
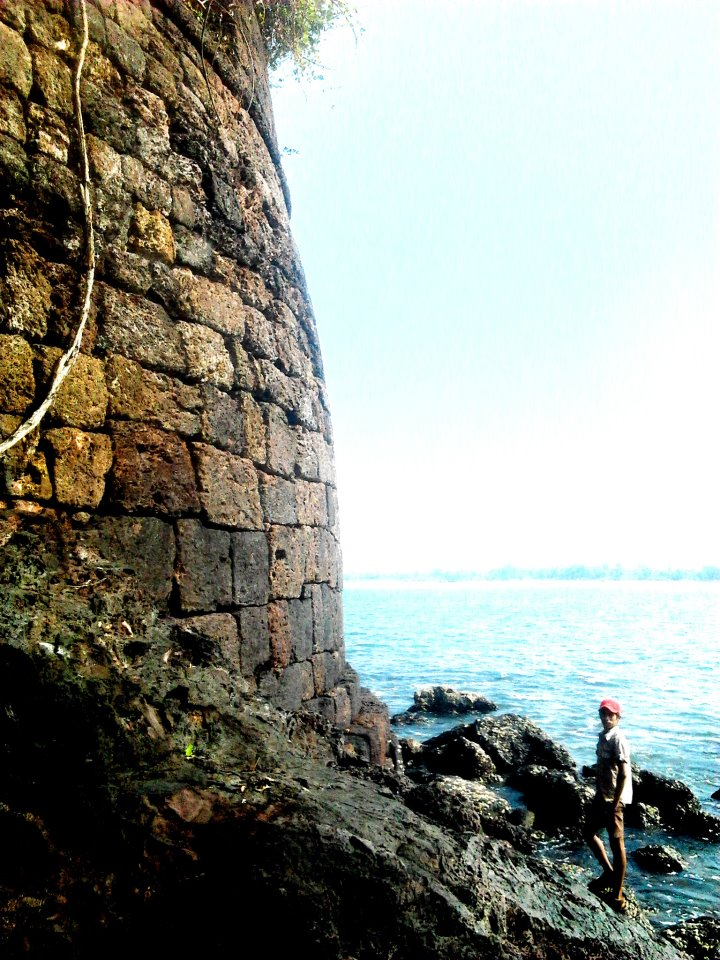
Paret de forma torçada del fort Basavaraj durga construït per Shivappa Nayaka.